# Bernard Eisenschitz
Pour les articles homonymes, voir Eisenschitz.
Bernard Eisenschitz, né le 3 juillet 1944 à Saint-Calais, est un historien et critique de cinéma français, spécialiste notamment du cinéma soviétique, en particulier de son versant méconnu. Il est aussi traducteur, directeur de restauration de films, réalisateur, producteur et diffuseur de films.

## Biographie
La famille de Bernard Eisenschitz est originaire d'Allemagne, d'Autriche, mais aussi d’Alsace. Il est le petit-fils du peintre Willy Eisenschitz.
Son modèle fut l'historien du cinéma Georges Sadoul, dont il a assuré l'édition définitive de l’Histoire générale du cinéma et les Chroniques du cinéma français. Passionné de Fritz Lang et de Nicholas Ray, mais aussi de Chris Marker et de Robert Kramer, Eisenschitz a écrit entre autres sur Friedrich Wilhelm Murnau, Ernst Lubitsch, le cinéma allemand, l'histoire de la Cinémathèque française, Douglas Sirk ...
En 2001, il fonde la revue Cinéma. La même année, il termine la restauration, dite définitive, de L'Atalante de Jean Vigo et réalise un documentaire sur les différentes restaurations du film intitulé Les Voyages de L'Atalante.
Il est à l'occasion comédien pour des copains cinéastes, par exemple dans Out 1 de Jacques Rivette, La Maman et la Putain de Jean Eustache, Le Prestige de la mort de Luc Moullet, ou encore pour Otar Iosseliani, Wim Wenders et Amos Gitaï, et dans Deux Rémi, deux de Pierre Léon, où il incarne un petit patron bordelais.

## Citation
« Traducteur, historien du cinéma, programmateur, réalisateur et acteur à l'occasion, Eisenschitz est l'une de ces figures secrètes de la cinéphilie dont l'érudition et la finesse de touche se rendent toujours disponibles à qui les sollicite. »

## Filmographie
- 1968 : Pick up (court métrage)
- 1974 : Printemps 58 (court métrage)
- 2001 : Les Messages de Fritz Lang (court métrage)
- 2003 : Chaplin Aujourd’hui : Monsieur Verdoux (documentaire)

## Acteur
- 1971 : Out 1 : Noli me tangere de Jacques Rivette
- 1973 : La Maman et la Putain de Jean Eustache
- 1984 : Les Favoris de la lune de Otar Iosseliani
- 1987 : Les Ailes du désir de Wim Wenders
- 1989 : Berlin-Jérusalem de Amos Gitaï
- 1993 : Les enfants jouent à la Russie de Jean-Luc Godard
- 1995 : JLG/JLG, autoportrait de décembre de Jean-Luc Godard
- 2006 : Le Prestige de la mort de Luc Moullet
- 2008 : L'Idiot de Pierre Léon
- 2013 : Biette de Pierre Léon
- 2016 : Deux Rémi, deux de Pierre Léon
- 2019 : L'Homme qui part d'Anne Benhaïem
- 2022 : Don Juan de Serge Bozon
- 2025 : À la dure de Pascale Bodet

## Publications
- (dir.) Humphrey Bogart, Eric Losfeld, Le Terrain vague, 1967
- Ernst Lubitsch, Anthologie du cinéma no 23, éd. L'Avant-scène cinéma, 1967.
- Douglas Fairbanks, Anthologie du cinéma no 50, éd. L'Avant-scène cinéma, 1969
- Lumière et Méliès (avec Georges Sadoul), Lherminier, 1985, coll. Le cinéma et ses hommes.
- Ernst Lubitsch (avec Jean Narboni), Cahiers du cinéma, 1986 ; Cahiers du cinéma, 2006.
- “Le Cinéma allemand aujourd’hui”, in Documents, 1976.
- Roman américain : les vies de Nicholas Ray, Christian Bourgois, 1990.
- Gérard Legrand, Noël Simsolo, Bernard Eisenchitz, M. Le Maudit, Calmann-Lévy, 1990.
- Man Hunt de Fritz Lang, Crisnée, Yellow Now, 1992, coll. Long métrage
- Roger Garcia, Bernard Eisenchitz, Frank Tashlin, Yellow Now / Festival international du film de Locarno, 1992.
- Fritz Lang : la mise en scène (avec Paolo Bertetto), Cahiers du cinéma, 1993
- Chris Marker, Festival de Pesaro, Dino Audino Editore, Rome, 1996.
- Le cinéma allemand, Nathan, coll. 128, 1999
- (dir.) Lignes d'ombres : Un autre histoire du cinéma soviétique 1926-1968, Mazzotta, 1998.
- (dir.) Gels et dégels : Une autre histoire du cinéma soviétique, Centre Georges Pompidou, 2003 (rééd. du précédent)
- Le cinéma allemand, Armand Colin, 2008, coll. 128 (rééd. du même titre).
- Fritz Lang au travail, Éditions Cahiers du cinéma, 2011.
- Douglas Sirk, né Detlef Sierck, Les Éditions de l'Œil, 2022.
- Boris Vassilievitch Barnet, Les Éditions de l'Œil, 2024.
- Un merle chanteur – Amitié avec Otar Iosseliani, Les Éditions de l'Œil, 2024.